# Rökmusseron
Rökmusseron (Tricholoma fucatum) är en svampart som tillhör divisionen basidiesvampar. Den beskrevs först av Elias Fries och fick sitt nu gällande namn av Paul Kummer. Rökmusseron ingår i släktet musseroner och familjen Tricholomataceae. Arten är reproducerande i Sverige.